# Nederlands Rundvee Syndicaat

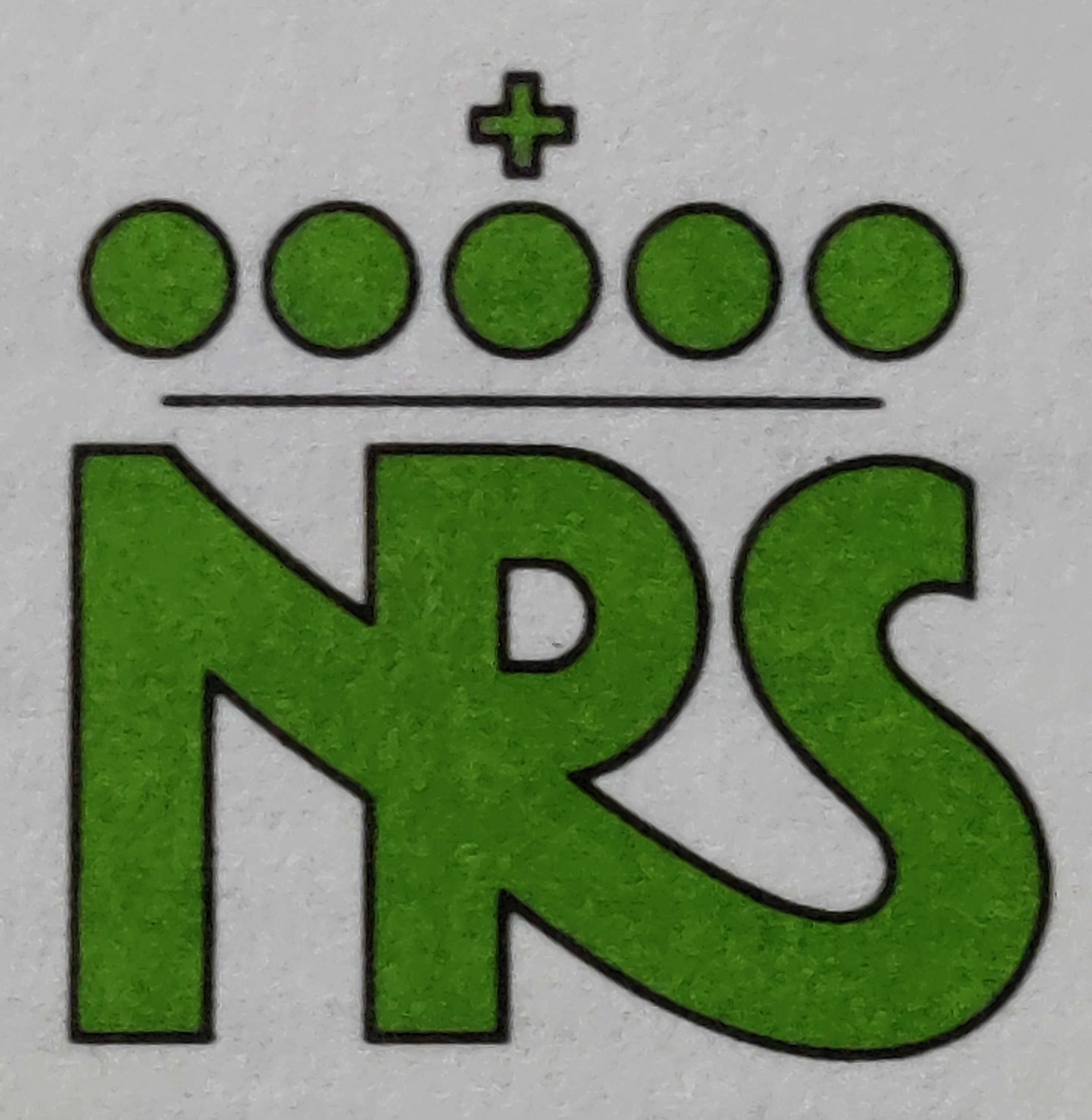
Logo NRS in 1997

Het Koninklijk Nederlands Rundvee Syndicaat was de organisatie die het Nederlands Rundvee Stamboek en het Fries Rundvee Stamboek beheerde.
Het NRS had tot taak om alle mogelijke informatie omtrent het rasvee te registreren. Het betrof onder andere de afstamming, de bevruchtingen (onder andere KI), de exterieure kenmerken (de 'tekening' van de koe), de melkproductie en overige kenmerken. In 1988 ging het NRS samen met Holland Genetics verder onder de naam CR Delta. 

## Geschiedenis
In de loop van negentiende eeuw nam de uitvoer van Nederlands melkkoeien toe. Nederlands vee was populair omdat het bekend stond om de grote melkproductie. Koeien en stieren gingen aanvankelijk vooral naar de buurlanden, maar vanaf eind negentiende eeuw nam ook de vraag vanuit Noord-Amerika toe. Men was daar onbekend met zwartbonte dieren en dachten soms dat dit een teken van raszuiverheid was. Omdat het waarborgen van de raszuiverheid steeds belangrijker werd, werden stamboeken opgericht. Het ontstaan van de stamboeken was vooral in het belang van de handel. 
In 1874 werd de Vereniging 'het Nederlandsche Rundvee-Stamboek' (het NRS) opgericht. Doel van de vereniging was "het aanleggen, bijhouden en in druk uitgeven van stamregisters, voor uitmuntend aan hare leden toebehorend, en in Nederland gehouden rundvee van inlandsch of gekruist ras". Het werkgebied van het NRS besloeg aanvankelijk het gehele land en van een bepaald ras of veeslag werd nog niet gesproken. In navolging van het NRS werd in 1879 het 'Friesch Rundvee Stamboek' (FRS) opgericht.
Na de wereldwijde introductie het superieure Amerikaanse Holstein-Friesian ras, gefokt met dieren van Europese afkomst, werden NRS en FRS veel minder belangrijk. Daarom fuseerden deze verenigingen in 1984 met de Centrale Melkcontrole Dienst en vier andere organisaties die zich bezighielden met rundveeverbetering tot het Nederlands Rundvee Syndicaat.  

## De rassen
Bij de invoering van het Nederlands Rundvee Stamboek en het Fries Rundvee Stamboek werd gekozen voor drie rundveerassen: de zwartbonte Fries Hollands, de roodbonte MRIJ en de blaarkop. In 1908 hebben de drie typische Nederlandse rundveerassen een Nederlands Rundvee Certificaat gekregen. Andere dieren als witrikken, valen en baggerbonten werden niet erkend en stieren met een andere kleurslag dan de drie eerst genoemden mochten niet meer worden gehouden. Hiermee volgde het NRS het voorstel van de eigenzinnige landbouwingenieur Iman van den Bosch, die begin twintigste eeuw in opdracht van het NRS onderzoek deed naar de staat van het Nederlandse melkvee. Dit besluit leidde tot verschraling in diversiteit van de Nederlandse runderrassen. Na 1970 werden de drie genoemde rassen in de veehouderij vervangen door het Amerikaanse Holsteinvee, ze zijn inmiddels zeldzaam geworden.